# Olitec
La société Olitec (Olivier Technologie) a été créée en 1985 par Olivier Lejeune, initialement spécialisée dans la conception et la fabrication de périphériques de communication (modems, puis cartes Wi-Fi, routeurs, filtres ADSL, etc.). Son siège social est à Malzéville (Meurthe-et-Moselle).

## Le début de la saga
En 1985, Olivier Lejeune, lycéen passionné d'informatique, fabrique à l'âge de 18 ans son premier modem dans le garage de ses parents. Alors qu'à l'époque un tel équipement coûtait plus de 10 000 francs (1 500 €), Olivier Lejeune parvient à réduire le prix de vente de son modèle à 1 990 francs (moins de 300 €). En guise de cadeau pour sa réussite au baccalauréat, ses parents lui offrent deux pages de publicité dans un magazine spécialisé (Micro Systèmes).
Sous l'affluence des commandes, Olivier Lejeune abandonne ses études dès la fin de la première année de l'Isin devenue Esstin pour se consacrer entièrement à son entreprise qui prend d'abord la forme d'une SARL.

## Le drame
Le 4 mars 1988 à 6 h 53, Olivier Lejeune prend le vol 230 à bord d'un Fairchild FH-227B de la compagnie Transport Aérien Transrégional assurant la liaison entre l'aéroport de Nancy-Essey et Paris-Orly. Il n'arrivera jamais à destination. L'avion s'écrase à 7 h 37 sur le ban communal de Machault (Seine-et-Marne), il n'y a aucun survivant.
Sa mère, Jacqueline Lejeune, abandonne son activité professionnelle de directeur régional de la société CIBA et reprend les rênes de l'entreprise de son fils.

## Le succès

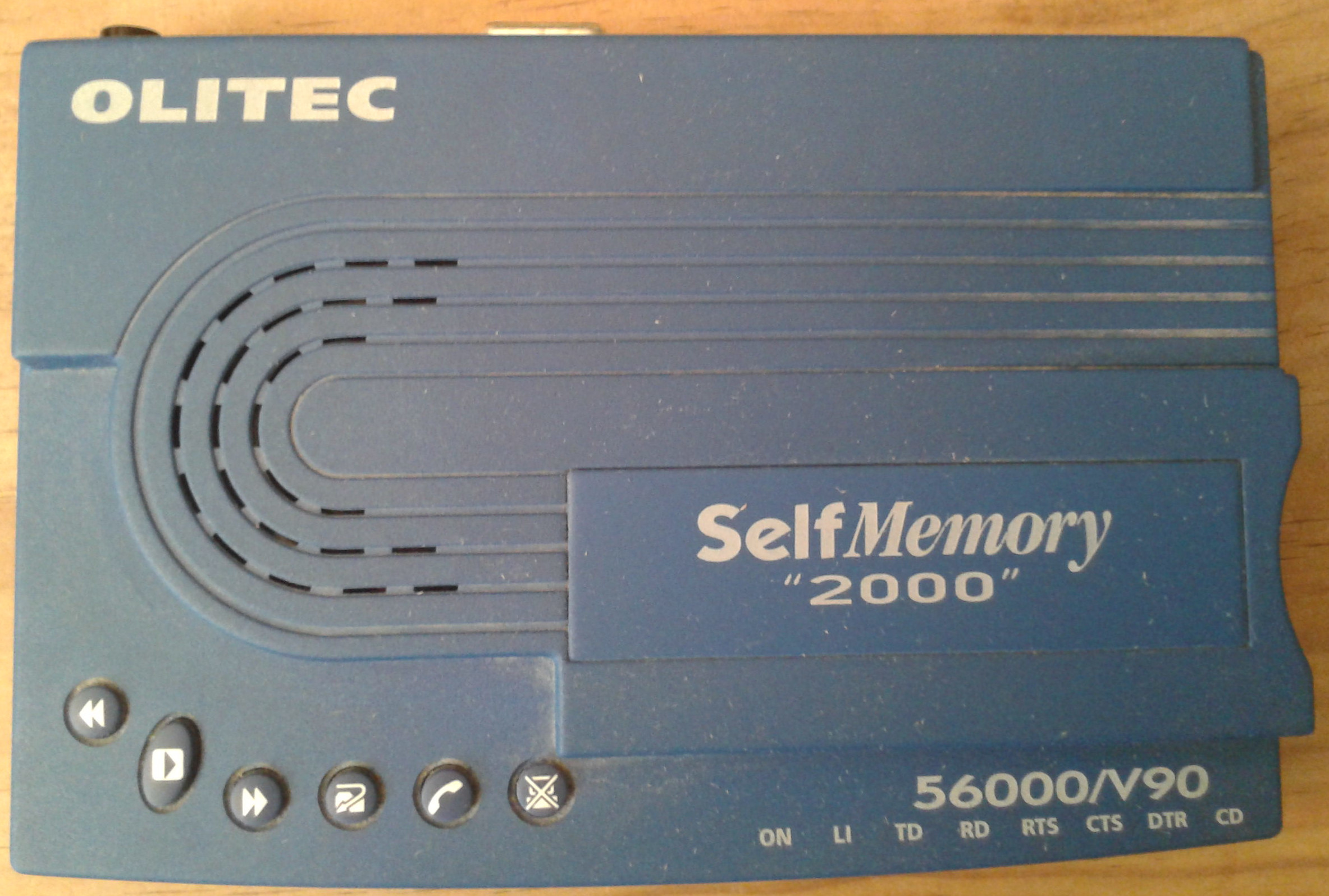
Modem RTC SelfMemory 2000 de la marque Olitec

Jacqueline Lejeune renforce l'équipe, essentiellement des amis de son fils, et développe le réseau commercial. Olitec sera la première et longtemps la seule marque de modems distribuée dans la grande distribution française.
La société se distingue ensuite par une série d'innovations :
- 1996 : premier modem-fax capable de recevoir des télécopies, ordinateur éteint (Self Memory) ;
- 1999 : premier modem sans fil (Wave Memory) ;
- 2000 : premier modem-téléphone-fax sans fil autonome (Wave Phone).

et de succès commerciaux (55 % du chiffre d'affaires à l'exportation en 1997 dont notamment le Canada (150 000 unités) et Hong Kong (20 000 pièces).

## Le déclin
Dès 1998, les liaisons informatiques via RTC (réseau téléphonique commuté) n'ont plus d'avenir face à l'ADSL. Mais Olitec rate le coche : France Télécom, unique opérateur de réseaux ADSL en France à l'époque, préfère s'équiper auprès de constructeurs capables de fournir les deux équipements de terminaison nécessaires (DSLAM et modem). Malgré plusieurs procédures contentieuses devant le conseil de la concurrence et le tribunal de commerce de Paris, la société nancéienne n'obtient pas gain de cause.
À partir de 2000, le chiffre d'affaires chute inexorablement, passant de 43 à 12,7 millions d'euros avec en parallèle l'enchaînement de plans sociaux faisant passer les effectifs de 140 à 50 salariés sur la même période.
En 2007, la société tente de survivre en diversifiant son offre (articles réseau, téléphones VoIP, lecteurs MP3, DVD),

## La fin de l'aventure
Conformément au protocole d'accord signé en juillet 2008, la société Johnson Finances Ltd a cédé à Proximania le bloc de contrôle qu'elle détenait dans Olitec, société cotée sur le marché Eurolist d'Euronext.
En cédant le 30 octobre 2008 son fonds de commerce à la société Olitec Group, Olitec devient une société sans activité.  L'opération est réalisée sous la condition résolutoire de la réalisation effective de la cession du bloc majoritaire.
Cette cession se trouve définitivement réalisée à la date du 15 mai 2009, et le conseil d'administration d'Olitec est remanié pour refléter la nouvelle majorité.
Olitec annonce que son assemblée générale mixte du 30 juin 2009 a décidé de modifier la dénomination sociale de la société en « Proxitec ». La société est finalement renommée « ID Future ». Elle fait l'objet, fin 2009, d'une OPA simplifiée de la part de la holding en SAS Strategic Corporate Finance qui annonce le 14 janvier 2010 qu'elle détient 84,32 % du capital et 84,26 % des droits de vote.
La société Olitec Group continue l'activité de l'ancienne société Olitec SA et commercialise les produits de la marque Olitec. Lors de l'achat du fonds de commerce, elle a également racheté les droits sur le nom Olitec.
Le 23 mars 2011 le tribunal de commerce de Nanterre prononce la liquidation judiciaire d'ID Future.